# Edmond Desbonnet
Edmond Desbonnet, né à Lille le 26 juin 1868 et mort le 28 juin 1953 à La Varenne-Saint-Hilaire, est un physiologiste et médecin français. 
Il est le père de la culture physique en Europe et est également le promoteur de la médecine préventive par la Gymnastique des Organes et l’inventeur de la Gymnastique médicale vertébro-discale appelée également discothérapie.

## Biographie

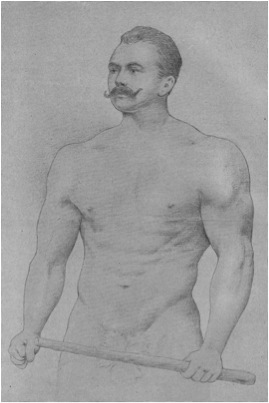
Desbonnet, étude d’après nature, dessin de Pierre Loti.

Edmond Desbonnet est né à Lille le 26 juin 1868 au 103 rue de Dunkerque, d'une vieille famille lilloise d'entrepreneurs de bâtiment. Il y fait ses études, d'abord au pensionnat Sainte-Marie rue des stations, puis à l'école supérieure de la rue des Lombards.
Desbonnet délaisse l'entreprise familiale et oriente son avenir vers la pratique physique, qui l'attire depuis son plus jeune âge. Il est d'une sensibilité extrême à la beauté plastique et a toujours mis le souci sanitaire au premier plan de ses préoccupations. Sa méthode de culture physique s'inspire de ces deux sentiments qu'elle prend pour idéal et pour but.
Il étudie les méthodes de gymnastique au plancher développées par Hippolyte Triat, pionnier qu'il sauve en partie de l'oubli. Il en conclut qu'il y a trop de diversité, trop de mouvements, qu'il ne pouvait être réalisé qu'un nombre insuffisant d'exercices tant il y en avait, qu'un professeur est absolument nécessaire et que le gymnase devait être fréquenté tous les jours par les adeptes qui devaient, de ce fait, consacrer deux heures par jour à cet effet.
Il localise les mouvements à des groupes musculaires et crée la Culture Physique, bien plus efficace que la gymnastique à mains libres. La méthode Desbonnet par sa grande variété en fait une méthode qui permet l’oxygénation, la sudation et elle agit en profondeur par stimulation organique[réf. nécessaire].
Edmond Desbonnet a donné naissance à la Culture Physique. C’est en 1885 qu’il crée sa méthode. La beauté et l’harmonie du corps humain sont les buts à atteindre. Dans l’esprit de Desbonnet, athlète et esthète, la conquête d’un corps aux formes parfaites implique qu’on l’exerce systématiquement musculairement, cet exercice agissant sur tous les organes pour les fortifier ; c’est en même temps que la beauté plastique obtient la santé. C’est de cette époque que datent les mots culture physique et les exercices inventés par Desbonnet sous le nom de Gymnastique des Organes.

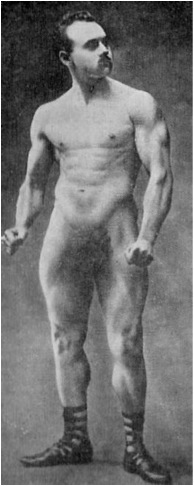
Edmond Desbonnet à trente-neuf ans.

Il commence des études médicales, il suit également des cours avec des professeurs libres pour gagner du temps et fait de rapides progrès. Malheureusement, Desbonnet est de santé délicate. Une crise de goutte, dont ses maîtres ne peuvent le guérir, lui retire une partie de la confiance qu’il a en la médecine. Il se soigne instinctivement et se guérit[réf. nécessaire]. Un an plus tard, il attrape la tuberculose au premier degré et ne pèse plus que 50 kg. Il se guérit seul[réf. nécessaire] et dira : « Les médecins qui m’avaient condamné à mourir jeune sont morts depuis longtemps, tous avant la vieillesse ».
Lassé des études sur les cadavres et les moribonds, il se rend rapidement compte que cet apprentissage, si utile soit-il, n’apporte pas de solutions à sa problématique. On ne peut percer le secret de la vie en étudiant des morts. Il comprend qu’il faut regarder vivre les êtres, comprendre les lois biologiques qui les régissent et les appliquer ensuite suivant un ordre naturel.
Après de sérieuses études et un travail acharné pour réunir une documentation complète sur la gymnastique à travers les âges. Desbonnet invente la culture physique et en précise le sens physiologique par sa gymnastique des organes.
Ce n'est qu'après la mort de son père que sa mère, cédant à ses instances renouvelées, lui avance les fonds nécessaires à l'installation d'une école de culture physique où il pourra à son gré appliquer les principes de la méthode qu'il a conçue. Le mot, et l'idée bientôt, font leur chemin et le local du 26 rue Nicolas Leblanc, en face de l'Hippodrome Lillois, est bientôt trop petit. L'école est transférée d'abord 88 rue d'Artois, puis 30 place du Théâtre, où pour la première fois, Desbonnet peut s'installer comme il le désire vraiment.
Quelque temps plus tard, avec son disciple le Docteur Georges Rouhet, il jette les bases scientifiques de la culture physique, pour développer les qualités physiques, fortifier et entretenir la santé, rétablir l'équilibre du corps, donner le sens musculaire qu'on appelle aujourd'hui communément la conscience du corps.

### Reconnaissance

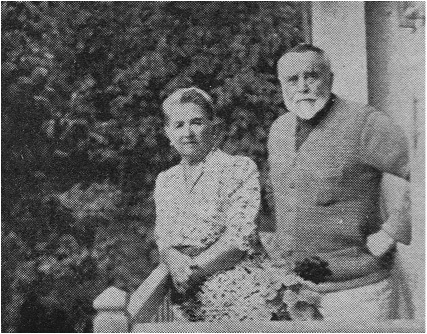
Edmond Desbonnet (80 ans) en compagnie de sa femme (73 ans).

Desbonnet crée en France et en Europe plus de 300 centres de gymnastique médicale tenus par ses propres élèves formés à Paris. Plus de 200 succursales de sa méthode sont ouvertes à travers le monde.
Père de la médecine préventive par la gymnastique des organes, il reçoit des diplômes honorifiques, des titres universitaires de Docteur « Honoris Causa » en médecine et en sciences[réf. nécessaire]. Les Ministères de l’Hygiène et de la Santé Publique lui décernent leur médaille d’Or.
Des gens de lettres, tel l’académicien Pierre Loti, mais aussi des grands personnages de l’Armorial, rencontrent Desbonnet et suivent ses préceptes de médecine préventive par l’exercice organique.
Voici quelques noms de personnalités célèbres qui furent ses élèves dans son école parisienne, et pour certains devinrent des collaborateurs[réf. nécessaire] :
- Des académiciens comme Pierre Loti, Eugène Brieux, Jean Richepin
- Des médecins comme Louis Dartigues[16], Pierre Chevillet, André Vintre, C.C. Pagès, Casimir Cépède[17], James-Edward Ruffier, Edouard Marie Heckel, Paul Peugniez, Émile Valtier
- Des grands noms de l’armorial comme les Princes Murat, De Broglie, De Caraman-Chimay
- Des écrivains comme Jules Bois, Paul Vérola[18], Hugues Le Roux, Albert Surier[19], Paul Mounet, Mounet-Sully, Albert Lambert
- Des militaires comme le Général Estienne...

### Honneurs et distinctions
Edmond Desbonnet a été récompensé par le gouvernement à différentes reprises et il a été décoré de l’Ordre national de la Légion d'honneur le 18 juin 1932. Il sera aussi récompensé pour son œuvre par les différents ministères de la Santé et de l’Hygiène, recevant leurs médailles d’or. Faisant partie de la société des Amis des Sports, il sera honoré à sa haute valeur au cours d’un dîner par le président Lévy Oulmann, fondateur avec Belin du Coteau, pour l’effort modeste mais obstiné qu’il a consacré à la grande œuvre qui l’anime.

## L'œuvre d'Edmond Desbonnet

### Orientation de sa méthode

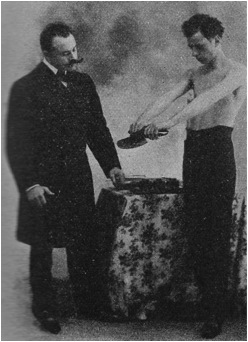
Contrôle de la force par Desbonnet

C’est à 13 ans qu'Edmond Desbonnet découvre au cours de la lecture d’un article signé du romancier Paul Féval, dans le Musée des familles, qu'Hippolyte Triat est convaincu de la régénération de la race par l’exercice. Desbonnet prend connaissance de l’histoire de Triat, de sa vie, de son apostolat et s’imprègne de ses dernières paroles : « Je suis prêt à tendre la main à quiconque veut, avec moi, régénérer l’homme du XIXe siècle. ».
Il baptise sa méthode du nom nouveau de Culture Physique, et par la suite, craignant de la voir dévier vers la musculature à outrance, il précise son système propre et en fait la Gymnastique des Organes, véritable gymnastique hygiénique et médicale.

### Les principes fondamentaux de sa méthode

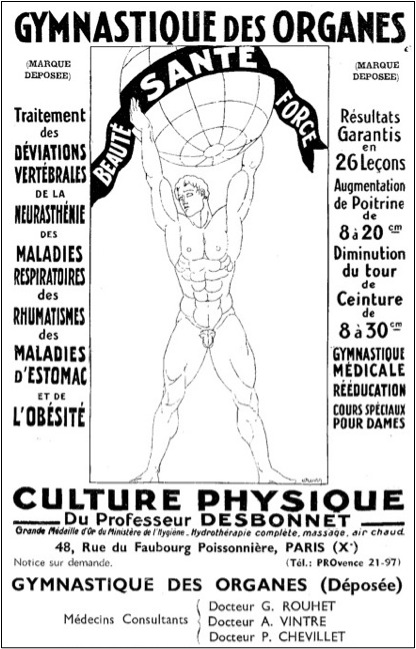
Affiche de la culture physique rationnelle

Desbonnet comprend que seule la culture physique peut façonner le physique et l’équilibrer. Son principe fondamental sur lequel repose sa méthode est le suivant : « Pas de santé sans belles formes, donc je dois façonner la forme ». Dès qu’un organe est malade, la beauté du corps décline, car la forme extérieure est le reflet des organes internes. Il constate que les organismes sont semblables en constitution anatomique, mais dissemblables en valeur fonctionnelle. Sa pensée directrice a pour but le retour de l’humanité à la conception classique, antique, gréco-romaine. La forme comprend toute la valeur physique, la physiologie est attachée à l’anatomie, la bonne constitution des tissus entraine la perfection de l’ensemble fonctionnel. Edmond Desbonnet prend comme slogan « Beauté, Santé, Force ».
La culture physique est un remède universel pour tous les maux. Pour lui une panacée existait déjà et, existe toujours dans le royaume de l’utopie, celle des médicamenteux impuissants à procurer une guérison réelle aux souffrants. La claire lumière scientifique permet une seule et véritable panacée constituée par l’exercice physique à la condition expresse que ce dernier soit méthodique, quotidien, dosé, approprié aux forces de chacun et conforme à chaque anatomie, donc à chaque physiologie organique. Il énonce à ce propos : « Pour quelle raison, les êtres mal portants n’usent-ils pas de cette panacée physique très active, au lieu d’employer, au temps où ils sont à peine souffrants, des médicaments chimiques si souvent inefficaces et toxiques ? ». Desbonnet continue en affirmant : « La culture physique maintient l’organisme en excellent état anatomo-physiologique, donc en parfaite fonction pour le mieux de l’individu. Les êtres érudits, sérieux, qui bonimentent eux aussi, sous les coupoles de nos édifices officiels, n’ont pas encore réussi à donner, même à imposer à tous la santé intégrale. Donc suivez-moi dans l’armée des thérapeutes physiques, êtres vigoureux, parfaitement bien portants, vainqueurs de la maladie. » .
Edmond Desbonnet prône l’utilité de la culture physique pour la femme, l’enfant et le jeune homme. Il exhorte à la pratique d’exercices physiques rationnels reconnus comme indispensables pour le développement et le perfectionnement de l’espèce humaine. Il incite les femmes en particulier, qui ne doivent sous aucun prétexte les rejeter comme nuisibles ou simplement comme inutiles à leur sexe. Il les appelle à la raison en leur disant : « Les exercices physiques peuvent être considérés à juste titre comme le meilleur des moyens préventifs ; la chlorose, la stérilité, l’irritabilité nerveuse, les maladies du bassin, la migraine, la leucorrhée, l’affaissement prématuré des seins, l'obésité surtout, dangereuse par le développement et l’empâtement des formes sans parler d’une foule d’indispositions, de maladies même, dont elle est la cause, l’horrible hystérie enfin, seront combattus presque toujours victorieusement par les exercices de notre méthode, spécialement destinés aux femmes et aux jeunes filles » .
Nous devons à Edmond Desbonnet l’exercice systématique en salle ou chez soi, appelé toilette quotidienne des muscles et des organes, qui permet pratiquement de développer les qualités physiques, de fortifier et d’entretenir la santé ; le travail aux haltères et diverses résistances qui exercent le muscle plus efficacement ; l’utilisation des glaces de grandes dimensions devant lesquelles les élèves peuvent travailler le torse nu et observer leurs points faibles et leur progrès ; la fiche physiologique et l’examen médical créé en 1886 (ce n’est qu’en 1922 que quelques sociétés athlétiques commencent timidement à appliquer une fiche physiologique aux aspirants champions). C’est encore Desbonnet qui institue la douche au jet dans les salles de culture physique que ses professeurs créèrent un peu partout, la friction au gant de crin, la sudation individuelle en caisse, maintenant modernisée. Ce qu’on intitule les charges additionnelles en musculation fut préconisé par ce novateur dans Comment on devient athlète.
Desbonnet est le premier a dénoncer les dangers du sport qui ne développe que certains muscles au détriment des autres, aboutissant ainsi au déséquilibre physique ; il condamne également la compétition coupable d’exagérer les qualités du sujet, sans chercher à corriger ses défauts physiques. Il incite les instances politiques à rendre la culture physique obligatoire dans le cursus scolaire, en démontrant la nécessité de s’essouffler et de transpirer pour bien se porter ; il signale l’influence du cerveau, de la volonté sur le développement musculaire et la plasticité du muscle. Desbonnet montre également les dangers de l’obésité, ennemie de la longévité ; il crée des exercices pour aider l’élève à se débarrasser de sa graisse superflue et la remplacer par des muscles.

### Père de la kinésithérapie Française

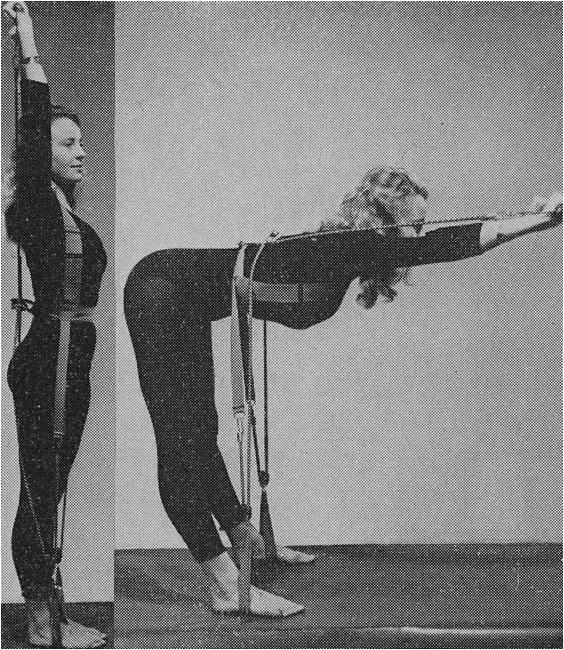
Correcteur-élongateur vertébral.

Ce qui caractérise la Gymnastique des Organes de Desbonnet c’est le souci constant d’éviter tout effort excessif et tout mouvement antiphysiologique : « C’est de l’athlétisme sans effort, rien ne compte que la santé » disait le Docteur Lagrange en parlant des procédés Desbonnet.
Tout son enseignement ne vise que la santé avec comme objectif final la longévité active. Son but médical est de rétablir la normalité des régions organiques déficientes. L'orientation de sa méthode vers les faibles et les malades, ce que personne n'avait songé avant lui[réf. nécessaire], en vue de produire une réfection organique, lui confère la prééminence dans le domaine de la thérapeutique physique. « Ma gymnastique, écrit Desbonnet, est une méthode d’automassage organique et de saine stimulation fonctionnelle par d’habiles contractions musculaires. Je me sers du muscle pour refaire le cœur, les poumons, le foie, les nerfs et les intestins »[réf. nécessaire].

### Concepteur de la Gymnastique des Organes

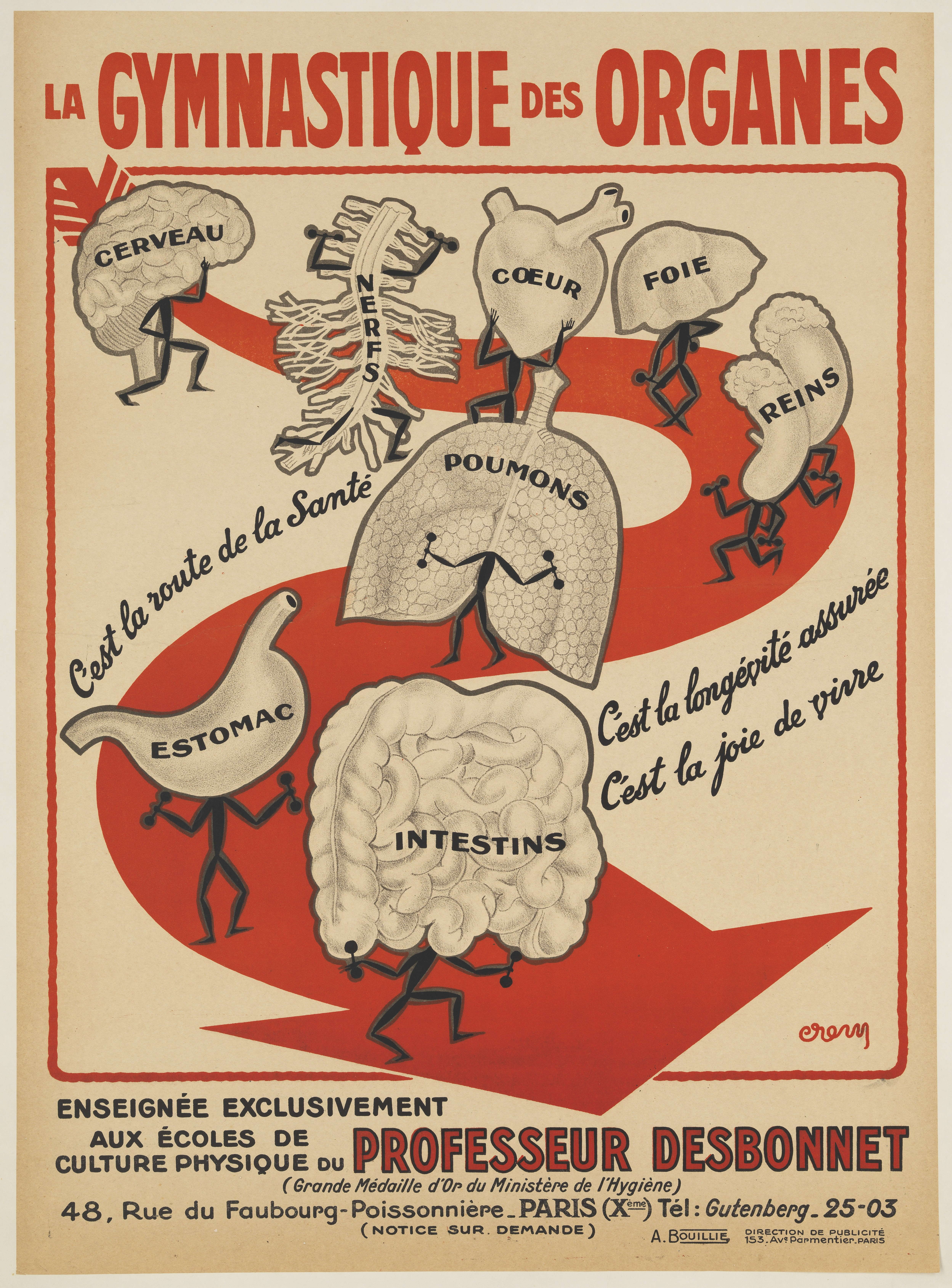
Affiche de la Gymnastique des Organes

Tout ce qui ne procure pas une amélioration de la santé est éliminé ; donc dans la Gymnastique des Organes pas de concours, pas d’émulation où l’on ne peut doser le mouvement, car c’est la dose exacte de l’exercice qui fortifie et guérit ; trop d’exercice affaiblit ; un peu d’exercice physique vivifie et éclaircit les idées ; trop d’exercice alourdit le cerveau : « L’excès en tout est un défaut » 
La Gymnastique des Organes est avant tout préventive et curative, elle constitue une gymnastique pour l’amélioration des organes par ces doses progressives appropriées à la force, à la résistance, au sexe et à l’âge physiologique du sujet. La culture physique n’est pas seulement et ne doit pas être seulement musculaire, basée sur le fonctionnement des groupes musculaires, et sur les différentes articulations de l’organisme, elle doit avoir pour but de cultiver les organes internes, c’est-à-dire qu’elle doit être en même temps viscérale. Il n’y a pas de culture physique myologique que je pourrais appelé extérieure, périphérique, sans qu’il y ait retentissement bienfaisant sur les viscères. L’une veut aboutir à la forme, à la force, à la beauté, et l’autre a pour but d’arriver à la physiologie parfaite de l’organisme.

### Qu'est-ce que la culture physique?

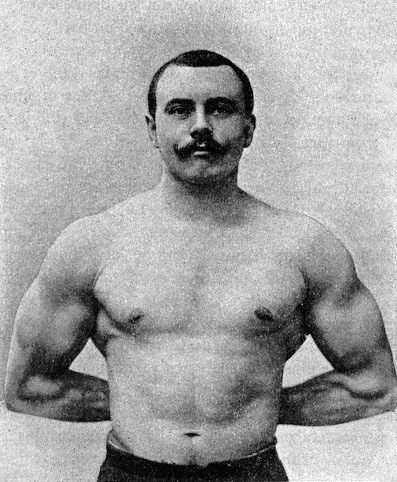
Edmond Desbonnet, âgé d'une vingtaine d'années.

La culture physique (terme innové par Edmond Desbonnet en 1885), comme son nom l’indique, est la culture du corps pour lui-même, dans le seul but de lui donner le plus rapidement possible toute la beauté qu’il est susceptible d’acquérir. La force et la santé étant l’apanage de la beauté, il est donc indispensable de cultiver le développement harmonieux du corps pour posséder les deux biens précieux qui en découlent.
Desbonnet donne une explication complémentaire sur la genèse de sa conception : « Nous avons l’exemple de nos maîtres en tout : les Grecs qui, immortalisant leurs beaux athlètes dans les marbres, n’ont jamais mélangé la beauté, indicatrice de la santé, avec les performances témoignant l’orgueil du sujet. Sur le socle de leurs statues, un seul nom figure : Athlète, Discobole, Pugilateur, Lutteur, mais jamais l’énoncé de leurs performances. La beauté du corps de l’athlète suffisait à démontrer sa valeur ; sa musculature harmonieuse dénotait la possibilité de réaliser toutes les performances possibles concernant les exercices du corps. »
Dans la culture physique ou la gymnastique des organes, il est interdit de bloquer la respiration au cours de l’accomplissement des exercices d’hygiène ; c’est la première erreur des athlètes de compétition qui ferme la glotte pour accomplir l’effort nécessaire à la réalisation d’une performance quelconque. Si on ferme la glotte, on bloque les poumons, fatigue le cœur, gêne la circulation, contrarie la nutrition, on risque sa santé pour une vaine gloriole.
La culture physique ne se pratique pas en plein air pour une seule raison, c’est que les habitants des grandes villes qui ont le plus besoin d’exercice physique disposent de peu de temps et ne peuvent se rendre à la campagne pour s’entraîner et revenir chez eux. « Toutefois, Desbonnet fait observer, que la culture physique en plein air, l’hiver par la pluie, le vent, la neige, le brouillard n’est pas recommandée aux enfants, aux malades, aux vieillards, aux femmes et à tous les déficients actuels, à qui le froid serait préjudiciable ».

### Axiomes et préceptes

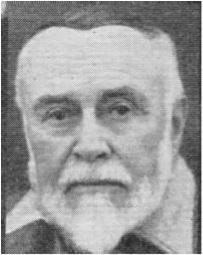
Edmond Desbonnet à 85 ans

Voici une liste des axiomes créé par Edmond Desbonnet pour frapper l'esprit et convaincre ainsi les gens de la nécessité de l'exercice, tels que:
- « Comme la langue d'Ésope, les sports peuvent être ce qu'il y a de meilleur ou ce qu'il y a de pire »
- « C'est le vieillard ou l'homme d'âge mûr qui acquitte les traites tirées par la vanité du jeune homme »
- « Le muscle n'a pas d'âge »
- « Il n'est jamais trop tard pour améliorer sa santé »
- « Si vous ne trouvez pas le temps de faire de l'exercice, vous trouverez bientôt celui d'être malade »
- « Et quand vous serez malade, ne vous en prenez qu'à vous, puisque vous aviez la culture physique à portée de votre main »
- « A quoi bon d'être millionnaire, si l'on n'a pas la santé, qui n'est que dans le dosage physique et intellectuel ? »
- « La culture physique c'est de l'athlétisme sans effort »
- « Le bon sang fait le bon sens »
- « Lorsque le cerveau est emballé par les coups de fouet du chauffage à blanc, le corps ne peut plus maîtriser la pensée »
- « Si tous les hommes avaient du bon sens, il n'y aurait plus besoin de prêcher la bonne parole »
- « Le perfectionnement de soi-même est un but qui n'est jamais atteint »
- « Un bon conseil ne vaut pas un bon exemple »
- « La culture physique cesse là où la performance commence »
- « Il est vain d'admirer le culturiste en bonne santé; il faut suivre son exemple »
- « L'homme faible n'a aucune excuse pour rester faible »
- « La faiblesse est un crime contre soi-même et contre la France. L'État ne doit rien négliger pour réduire dans une grande proportion les ajournés et les réformés »
- « Le premier devoir des parents est d'assurer la santé de leurs enfants »

## À la pointe de l'innovation
Chargé de mission, en qualité de médecin-gymnaste, pour l'étude des différentes méthodes d'Éducation Physique, il fait des stages en Suède à l'Institut Royal et Central de Stockholm ; à Lisbonne au Gymnase Royal Portugais ; à Saint-Pétersbourg chez le Docteur Krajewski, médecin de la cour de Russie ; en Angleterre, au Danemark, en Norvège, en Allemagne, , etc., d'où il établit des rapports précis et détaillés aux ministres compétents.

### Un appareil de correction vertébrale
Desbonnet invente en 1885 un appareil permettant de provoquer le redressement des différentes courbures (lordose, ensellure, cyphose, scoliose) et d'ouvrir au maximum les espaces vertébraux en hypertrophiant les disques situés entre chaque vertèbre. Les gains de taille réalisés varient en fonction des besoins de redressement et d'étirement de la colonne vertébrale traitée. Cet appareil appelé « Grandisseur » puis « Correcteur-élongateur », permettrait de grandir de 3  à   7 cm à tout âge.

### Les haltères à chargement automatique

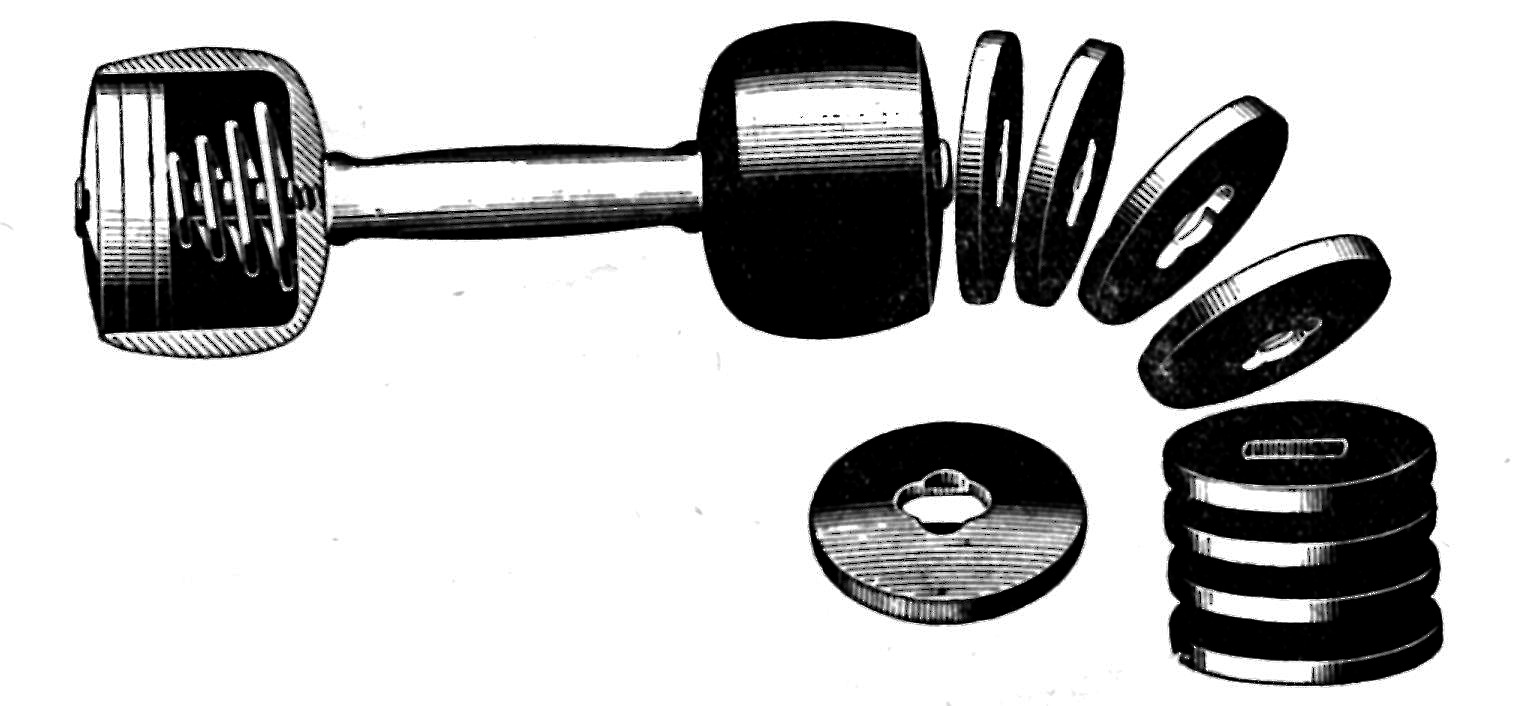
Haltères à chargement progressif.

Desbonnet fait réaliser, en 1885, un matériel spécial comprenant des boules creuses munies d’un bouchon pour pouvoir y introduire des rondelles de fer. Sa conception constitue un progrès réel mais ne satisfaisant pas son désir. Il charge deux ingénieurs de ses relations, Pelletier et Monnier, de l’étude sur la conception d’une barre à chargement instantané. Quelques semaines plus tard, ils lui montrent un dessin en couleur qui correspond à peu près à son désir. En tenant compte de ses critiques, ils réalisent enfin exactement son idéal. Les haltères automatiques à chargement progressif (brevet P. M.) sont trouvés.
La même année, il invente les haltères à ressorts en faisant scier un haltère en deux, longitudinalement, en y intercalant des ressorts fixés par des vis. Ces haltères furent copiés sous une autre forme en Angleterre. Il fait également connaître des appareils de culture physique pouvant rendre service à tous : les appareils Pichery, Carue, Whiteley, Attila (copie Carue), Mac Fadden, Parent, etc. Et plus tard le Sandown, le Samson, le Zoffri, le Culturiste[réf. nécessaire].

### Un traitement contre l'obésité

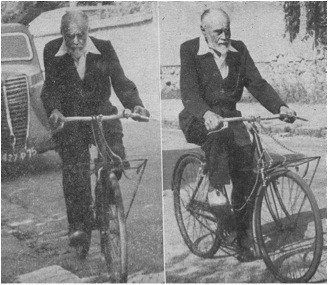
Desbonnet à 85 ans.

Desbonnet préconise le même entrainement, quoique moins intensif, puisqu'on cherche à diminuer les masses adipeuses qui étouffent le muscle et le gênent dans sa fonction contractile. En somme tout se borne, nonobstant les théories, à la mise en pratique de l’ancien principe d’Hippocrate : faire de l’exercice à jeun surtout et ne pas trop manger. D’une manière générale un sujet obèse ne doit pas maigrir trop vite, il peut en résulter des accidents tels que : le rein flottant, l’affaiblissement du cœur. Desbonnet préconise à contrario des régimes qui cherchent à diminuer les recettes, à produire l’alimentation insuffisante, l’inverse dans l’entraînement gymnastique où les recettes sont exagérées et les dépenses excessives.

### Enregistrement de sa méthode sur disques
Pour permettre à ceux qui aiment la musique, de travailler en cadence, Desbonnet en 1906, en accord avec le Gramophone (La Voix de son Maître), édite une série de disques au moyen desquels chacun peut être entraîné dans sa chambre par le professeur Desbonnet, qui commande la leçon avec le concours de la Musique de la Garde républicaine, dont le chef a composé une suite d’airs entrainants pour suivre le mouvement lent, accéléré, cadencé, rythmé, , etc.. En vingt minutes, chacun peut avoir une leçon efficace sous la direction du Maître et au son de sa voix, nuancée pour les différents genres de mouvement. Ces disques seront en dépôt au Gramophone sous le nom de Leçons de Culture Physique par le professeur Desbonnet avec le concours de la Musique de la Garde Républicaine.

### La cinématographie pour immortaliser sa méthode

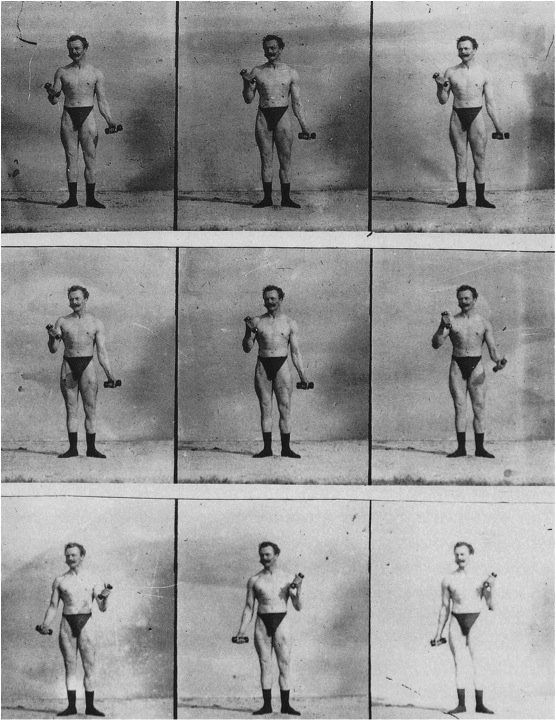
Chronophotographie de Desbonnet.

Desbonnet utilise aussi la pellicule cinématographique pour immortaliser les contractions volontaires avec des haltères à ressorts. Il sera le sujet de ce film pris à la station physiologique du Parc des Princes par le Docteur Pagès.
C’est sous la direction du professeur Marey, que Desbonnet fait les premières expériences de photographie animée ou chronophotographie, l’ancêtre de l’actuel cinéma. Il dirige ainsi le professeur dans divers exercices avec ses fameux haltères à ressorts. Marey photographia aussi l'athlète Sandow en 1900.

### La photographie au service du corps
Edmond Desbonnet collectionne les coupures de presse et les photographies des athlètes de rue ou de cirque qui vivent de leur force en montrant leurs muscles. Il utilise la photographie pour fixer par l’image le corps de ses adeptes. Il a photographié (ou fait photographier) les élèves dès leur arrivée dans la salle et après qu’ils ont pratiqué la méthode. Il a réalisé des photographies de femmes dans la nature ou dans des lieux évoquant des scènes antiques. La collection Desbonnet a fini par rassembler plusieurs dizaines de milliers de clichés. Le corps musclé y est montré, à la fois comme objet photographié pour lui-même, pour sa plastique, mais aussi comme preuve de la validité de sa méthode.

### L'entraînement par correspondance

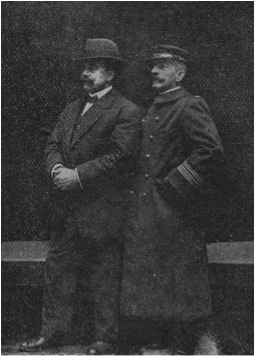
Pierre Loti (en tenue d’officier) et Desbonnet en 1914

Pour remédier à l'inconvénient de s'entraîner seul chez soi, sans expérience, en manquant cruellement de conseils pour pouvoir choisir les exercices qui conviennent spécialement à l'âge, au tempérament, aux défauts physiques auxquels il faut remédier, et en l'absence d'un professeur pour corriger les défauts d'application, Desbonnet imagine le moyen de rendre l'entraînement aussi efficace qui pourrait l'être sous l'œil même du maître. L'utilisation du service postal permet de guider sûrement ceux qui utilisent ce service. Un questionnaire préalable, fourni très souvent dans les ouvrages de culture physique de Edmond Desbonnet et de ses associés, ou dans ses revues, donne les indications nécessaires pour établir un programme personnalisé.
Le bulletin d'entraînement personnel par lettre cachetée doit être rempli et envoyé avec le mandat correspondant au choix tarifaire de l'intéressé. Tarifs proposés pour l'entraînement :
- 1 consultation valable pour un mois, 5 francs
- 1 consultation mensuelle pour trois mois, 13 francs
- 1 consultation mensuelle pour un an 45 francs

Consultation spéciale pour cas spéciaux (obésité, déviations, lymphatisme, rachitisme, etc.). Indications de régime à suivre, alimentation, etc.:
- 1 consultation, 15 francs

De la sorte personne n'est exclu de la culture physique ; chacun peut la pratiquer chez soi sans dérangement et à peu de frais. C'est la santé, la beauté et la force, mises par un procédé très simple, très sur et depuis longtemps déjà expérimenté, mis à la portée de tous.

## Œuvres

### Culture physique - Hygiène physique et morale
- La Force physique, culture rationnelle, méthode Attila, méthode Sandow, méthode Desbonnet, la santé par les exercices musculaires mis à la portée de tous, Paris, Éditions Berger–Levrault et Cie., 1901 (lire en ligne)
- Comment on devient athlète  (préf. Pierre Loti), 1909 (lire en ligne)
- Pour devenir belle... et le rester, manuel de culture physique de la femme, 1911
- Pour devenir fort... et le rester, Paris, Librairie Athlétique, coll. « Manuel de culture physique de l'homme », 1920 (lire en ligne)
- Un coup de tocsin avant le glas, Paris, Librairie Athlétique, 1913
- Huit minutes d'exercices physiques journaliers pour obtenir la santé
- Comment on devient athlète, Paris, Librairie Athlétique, 1937 (lire en ligne)

### Biographies anecdotiques - Athlétisme et Sports
- Un demi-dieu de la force, Apollon, Librairie Athlétique, Paris, 1911
- Les Rois de la force, histoire de tous les hommes forts depuis les temps anciens jusqu'à nos jours  (733 photographies et illustrations), Paris, Éditions Berger–Levrault et Cie., 1911, 484 p. (lire en ligne)
- Les Rois de la Lutte (lire en ligne)
- Petits jeux athlétiques de société

### Ouvrages en collaboration avec le DrGeorges Rouhet de la F.M.P. et le DrPierre Chevillet
- L'Art de créer le pur-sang humain  (en collaboration avec le docteur Georges Rouhet), 1902 (lire en ligne)
- La Gymnastique des Organes  (en collaboration avec le docteur Pierre Chevillet), Paris, Éditions Berger-Levrault & Cie, 1908 (lire en ligne)
- Comment on obtient la force physique et la santé  (en collaboration avec le docteur Pierre Chevillet), Paris, Librairie Athlétique, 1933 (lire en ligne)
- L’art de prendre le bain turc chez soi  (en collaboration avec le Docteur Georges Rouhet)

### Ouvrages en collaboration avec Albert Surrier
- Comment on devient beau et fort: La force pour tous, Paris, Librairie Athlétique, 1901 (lire en ligne)
- Manuel de culture physique militaire, 1903 (lire en ligne)
- Fort par la culture physique, 1920
- La santé par 10 minutes de culture physique par jour
- La force pour tous

### Ouvrages en collaboration avec Pierre Marie, Dubois et Clause
- Force et Santé pour tous, Paris, Librairie Athlétique, 1919
- Comment on devient champion de la force (lire en ligne)
- L’Art de devenir fort et bien portant

### Revues hebdomadaires, bi-mensuelles et mensuelles illustrées
Edmond Desbonnet est le fondateur des revues suivantes :
- L'Athlète en 1896 - journal athlétique illustré, international : organe des athlètes et des gymnastes français et de tous les clubs athlétiques du monde entier.
- L'Education Physique, revue sportive illustrée de 1902-1972 par Fédération française d'éducation physique.  (ISSN 0184-704X)
- La Culture Physique, revue mensuelle fondée en 1904, dernière parution en 1967 (numéro 840).  (ISSN 1153-3854)
- La Santé par les Sports, revue athlétique illustrée, organe de la régénération de la race. Mensuel fondée en 1911. (ISSN 1153-3846)
- La Boxe et les Boxeurs, revue fondée en 1909

Il est rédacteur au journal l'Auto, quotidien sportif français, dès sa fondation en 1900.